# Dov Khenin
Dov Khenin (en hébreu : דב חנין) est un homme politique, avocat, juriste et docteur en sciences politiques israélien, né le 10 janvier 1958 à Petah Tikva.
En 2008, il se présente aux élections municipales de Tel-Aviv, au sein du mouvement "Ir LeKulanu" (litt. "Une ville pour nous tous"), mais les perd, au profit de l'actuel maire, Ron Huldai.
Il est membre du Parti communiste israélien et de la coalition Hadash, et est député à la Knesset depuis les élections de 2006. Troisième de la liste du Hadash, il est réélu en 2009 et en 2013.
En 2015, alors huitième de la Liste unifiée qui obtient 13 sièges, il est réélu à la Knesset.
En janvier 2019, Khenin annonce qu'il n'est pas candidat aux prochaines élections législatives qui se déroulent en avril 2019.